# Андриано
Андриа́но (итал. Andriano), также А́ндриан (нем. Andrian) — коммуна в Италии, располагается в области Трентино-Альто-Адидже, в провинции Больцано.
Население составляет 1035 человек (2011), плотность населения составляет 228 чел./км². Занимает площадь 4 км². Почтовый индекс — 39018. Телефонный код — 0471.
Покровителем коммуны почитается святой Валентин Интерамнский, празднование 14 февраля.

## Демография
По состоянию на 2011 год, 89,96 % жителей коммуны назвали родным языком немецкий, 9,53 % жителей — итальянский, 0,51 % — ладинский.
Динамика населения: